# Beyond the Storm
 (mai 2017).
Si vous disposez d'ouvrages ou d'articles de référence ou si vous connaissez des sites web de qualité traitant du thème abordé ici, merci de compléter l'article en donnant les références utiles à sa vérifiabilité et en les liant à la section « Notes et références ».
Albums de Edgar Froese
Pinnacles
(1983) Introduction to the Ambient Highway
(2003)
Beyond the Storm est le septième album solo du musicien Edgar Froese, leader du groupe allemand de musique électronique Tangerine Dream, sorti en 1995.
Ce double-album compilation est constitué de 15 des titres inédits, répartis sur les 2 CD, et d'anciens titres retravaillés ou remixés.

## Liste des titres
Toutes les chansons sont écrites et composées par Edgar Froese.
| 1.  | Heatwave City                 | 5:37 |
| 2.  | Dome of Yelloe Turtles        | 5:12 |
| 3.  | One Fine Day in Siberia       | 5:08 |
| 4.  | Magic Lantern                 | 5:05 |
| 5.  | Walkabout                     | 7:12 |
| 6.  | Genesta in the Afternoon Glow | 3:41 |
| 7.  | Moonlight on a Crawler Lane   | 4:03 |
| 8.  | Scarlet Score for Mescalero   | 4:55 |
| 9.  | Upland                        | 4:15 |
| 10. | Santa Elena Marisal           | 7:40 |
| 11. | Macula Transfer               | 3:22 |
| 12. | Drunken Mozart                | 9:35 |
| 13. | Descent Like a Hawk           | 5:11 |
| 14. | Carneol                       | 4:47 |

Note
- Titres inédits : nos 1, 2, 3, 4, 6, 7, 10, 13

| 1.  | The Light Cone            | 4:36 |
| 2.  | Detroit Snackbar Dreamer  | 6:37 |
| 3.  | Epsilon in Malaysian Pale | 5:30 |
| 4.  | Tierra del Fuego          | 4:23 |
| 5.  | Bobcats in the Sun        | 5:30 |
| 6.  | Metropolis                | 5:43 |
| 7.  | Year of The Falcon        | 5:44 |
| 8.  | Juniper Mascara           | 4:27 |
| 9.  | Shores of Guam            | 5:07 |
| 10. | Pinnacles                 | 8:01 |
| 11. | Stuntman                  | 4:15 |
| 12. | Days of Camouflage        | 6:09 |
| 13. | Tropic of Capricorn       | 5:11 |
| 14. | Vault of the Heavens      | 5:07 |

Note
- Titres inédits : nos 4, 5, 7, 8, 9, 12, 14